# Paul Fauchille
Paul Auguste Joseph Fauchille, né le 11 février 1858 à Loos (Nord), et mort le 9 février 1926 à Fontenay-aux-Roses (Hauts-de-Seine), était un avocat et universitaire français connu pour ses travaux sur le droit international, en particulier concernant le droit aérien, dont il est un pionnier,.
De nationalité française, il étudie le droit à Douai et à l'Université de Paris. Avocat à la Cour d'appel, professeur de droit et membre de l'Institut de Droit International, il promeut, avec Louis Renault, un nouvel intérêt pour le droit international. Il avait été cofondateur et rédacteur en chef de la Revue générale de droit international public (1894) et cofondateur de l'Institut des Hautes Études Internationales (IHEI) en 1921. Son œuvre maîtresse reste le Traité de droit international public en quatre volumes (1921-1926), comptabilisant 4 600 pages et qui est toujours en cours d'impression.
Il est fait Chevalier de la Légion d'honneur par le décret du 3 février 1926, à la demande du Ministre des Affaires Etrangères, Aristide Briand.

## Distinctions
Chevalier de la Légion d'honneur (1926)